# Schaak 960
Schaak 960 of Chess960, ook wel Fischer Random Chess genoemd, is een variant van het schaakspel waarbij de beginopstelling door het lot wordt bepaald. Bobby Fischer, die Schaak 960 in 1996 introduceerde, heeft met deze variant voortgeborduurd op shuffle chess, dat al veel langer bestaat.
Er zijn 960 mogelijke beginopstellingen, vandaar de naam.
Doordat de beginopstelling door het lot wordt bepaald, kunnen de spelers niet vertrouwen op de bekende openingstheorie. Als je niet weet met welke beginopstelling je gaat spelen, kun je je daar niet op voorbereiden en moet je vanaf de eerste zet achter het bord iets bedenken. Een speler kan dus niet meer "verliezen van de openingstheorie", als tegen een menselijke tegenstander wordt gespeeld.

## Geschiedenis
Schaak 960 vindt zijn oorsprong in de 18e eeuw. Hoewel deze vorm van schaak van oudsher de schaker fascineerde om het idee dat men zonder voorbereiding van een zekere opening het spel moesten spelen en dus van meet af aan zijn eigen schaaktalent aangewezen was, bleef het voor lange tijd een niche activiteit in de schaakwereld. De aantrekkingskracht werd pas groter naarmate openingstheorie zich ontwikkelde, welke versnelde met de opkomst van computer-assistentie in de jaren 1990. Deze variant is bekend onder diverse namen, maar vanaf de jaren 1990 zou het nadrukkelijker Fischer Random schaak (kortweg FRS) respectievelijk Schaak 960 (kortweg 960) genoemd worden. Het idee dat Schaak 960 zonder specifieke voorbereiding gespeeld kan worden en de tegenstanders dus van meet af aan meer op eigen kracht en creativiteit moeten spelen, heeft deze variant van sinds het tweede decennium van de twintigste eeuw steeds breder bekend en populairder gemaakt.

### 18e eeuw: Van Zuylen van Nijevelt
Shuffle schaak (ook wel random chess genoemd) is de voorloper van schaak 960 en werd al in 1792 genoemd in  Philip Julius van Zuylen van Nijevelts La Supériorité aux Échecs, datzelfde jaar nog vertaald naar Het Schaakspel.
Van Zuylen van Nijevelt was waarschijnlijk de eerste die met het idee van deze variant kwam, een vorm van schaken met een symmetrische basisopstelling die door middel van loting tot stand komt. Hij had een hekel aan openingen "met al die vervelende, steeds terugkerende patronen" en kwam daarom op het idee om de opstelling van de stukken door het lot te laten bepalen. "Dat levert een oneindige hoeveelheid verschillende stellingen op, met als gevolg dat niemand ze meer van tevoren kan bestuderen."

### 19e eeuw: Van der Hoeven
Van Nijevelts neef, de jonkheer Elias van der Hoeven (1778-1854), een Nederlands gezant, heeft het schuffleschaak verder ontwikkeld. Wellicht heeft hij zijn bevindingen met Aaron Alexandre gedeeld, blijkens het feit dat laatstgenoemde de theorie verwerkt had in zijn Encyclopédie des échecs (1837). De eerste overgeleverde partijen van shuffleschaak is tussen deze twee heren gespeeld in Manheim in 1842, welke Alexandre won met 3-0. Eén van deze partijen is te vinden in Sissa, Nederlands eerste langlopende schaaktijdschrift, en toont een startpositie met twee vooruitgeschoven pionnen aan beide zijden. Een recenter partij gespeeld door van der Hoeven was tegen Baron von der Lasa (1818-1899). Het voldeed beter aan de huidige regels van random schaak, op de enkelgekleurde bisschop-paren na.
Een jaar later kwam Van der Hoeven op bezoek bij Willem Verbeek, de hoofdredacteur van Sissa. Verbeek en Hancock, Verbeeks Amsterdamse schaakmaatje in de jaren 1850, hadden zich voor de gelegenheid verdiept in het shuffleschaak, de eerste bevindingen waarvan in het Sissa tijdschrift beschreven zijn.
Van der Hoeven leek begaan met het spel dat door Van Zuylen van Nijevelt uitgevonden was. Hij had aanpassingen gemaakt, welke in 1837 in Alexandre’s encyclopédie waren gepubliceerd. Een verhandeling daarover werd nogmaals gepubliceerd in Sissa door ene T. Scheidius. Inmiddels werd naar deze variant verwezen als zijnde het “schaakspel, naar de wijze van jhr. Van der Hoeven” en “schaakspel à la Van der Hoeven”.
Enige tijd na Van der Hoevens bezoek ontving Sissa schaakgenootschap een uitnodiging van schaakgenootschap Philidor in Amsterdam in samenspraak met Van der Hoeven: zij nodigden schakers uit om shuffle schaak te spelen, met als doel de verspreiding van de kennis en populariteit van het schaakspel à la Van der Hoeven.
Aanvankelijk zou dit toernooi à la Van der Hoeven tussen de acht prijswinnaars van de door Philidor in 1851 georganiseerde toernooi gehouden worden. Omdat niet zeker was dat alle winnaars konden deelnemen, waren uitnodigingen naar andere verenigingen verstuurd. Mogelijk was de afstand, transport en duur van het toernooi een probleem, want uiteindelijk werd het een toernooi met zeven spelers uit Amsterdam gehouden, plus Van der Hoeven (inmiddels 74). Deelnemende prijswinnaars waren; Maarten van ’t Kruijs (Philidor), J. Seligmann (Philidor), H. Kloos (La Bourdonnais), M.M. Coopman, en F.G. Hijmans / S. Heijmans. Zij werden aangevuld door Mohr en J. van Praag.
Het toernooi werd uiteindelijk gewonnen door Van ’t Kruijs die ook het schaaktoernooi een jaar eerder had gewonnen. Hij bevestigde met deze winst de toen al groeiende opinie dat met het wegnemen van openingstheorie schaaktalent beter tot uiting komt.

### 20e eeuw: Fischer
Ruim een eeuw later pikte Bobby Fischer het shuffle schaak op. Hij begon aan de ontwikkeling hiervan na de 1992 revanche match met Boris Spassky.
In de zomer van 1993 verbleef Bobby Fischer bij Laszlo Polgar in Hongarije. De dochters van Polgar (Judit Polgar, Susan Polgar, en Sofia Polgar) speelden vele partijen Fischer Random schaak met Fischer. Sofia zou hem uiteindelijk drie keer op rij verslaan. Toen Lazlo een schaakboek uit 1910 van Izidor Gross toonde waarin schijnbaar de voorganger van Fischer random schaak beschreven werd, zou Fischer niet blij geweest zijn. Hij paste dientengevolge de regels aan om zijn variant 'anders' te maken.
Op 19 juni 1996 werd het resultaat van Fischer's herformulering van deze schaakvariant als Fischerandom, een porte-manteauwoord voor Fischer en random, formeel wereldkundig gemaakt. FIDE zou de variant later als Fischer random schaak erkennen.

### 21e eeuw

#### Toenemende populairiteit
In 2002 werd door de website The Chess Variants Pages Fischer Random schaak verkozen als de "Variant van de maand april". Eveneens in dat jaar werd door Svetozar Gligoric het boek Shall We Play Fischerandom Chess? gepubliceerd. Dit boek maakte Fischer Random Schaak alias Schaak 960 populairder.

#### Toernooien
- De eerste officiële Fischer Random Schaak-toernooi werd in 1996 in toenmalig Joegoslavië gehouden en werd gewonnen door Peter Leko.
- In 2001 werd Leko officieus de eerste Fischer Random Schaakwereldkampioen door gedurende de Mainz Chess Classic Michael Adams in een match van acht partijen met 4.5 - 3.5 te verslaan.
- In 2002 werd, wederom in Mainz, een open Fischer Random schaaktoernooi gehouden, dat toen door Peter Svidler gewonnen werd.
- Gedurende de Mainz Chess Classic van 2003 versloeg Svidler Leko in een officieuze match voor de wereldtitel met 4.5 - 3.5.
- Sinds 2004 organiseert de Amsterdamse schaakvereniging Fischer-Z het Open Nederlands kampioenschap Fischer Random Chess.[20]
- De officieuze wereldkampioenschap Fischer random van 2018 werd door Magnus Carlsen gewonnen, die daarvoor Hikaru Nakamura in de finale versloeg.
- De eerste officiële door Fide gesanctioneerde Fischer Random Wereldschaakkampioenschap is in 2019 gehouden en werd door Wesley So gewonnen. Hij heeft hiervoor Magnus Carlsen in de finale verslagen.

## Spelregels
De spelregels van Schaak 960 zijn hetzelfde als die voor het schaakspel. Alleen de beginopstelling wijkt af en zijn er bijzonderheden betreffende het rokeren.

### Beginopstelling
- De plaatsing van de witte stukken op de eerste rij wordt door het lot bepaald. Hierbij geldt de restrictie, dat er altijd een toren links en een toren rechts van de koning staat (eventueel met andere stukken ertussen). Bovendien staan de lopers op velden van een verschillende kleur. Zodoende zijn er 960 verschillende beginopstellingen mogelijk, vandaar de naam.
- De stukken van zwart staan gespiegeld en in dezelfde volgorde. Dus tegenover bijvoorbeeld een wit paard op f1 staat een zwart paard op f8.
- De pionnen staan zoals gebruikelijk op de tweede en de zevende rij.
- De zetmogelijkheden van de stukken zijn onveranderd, behalve wat betreft de rokade.

De beginopstelling van het klassieke schaakspel is een van de 960 mogelijkheden. Men kan denken dat het wezenlijk geen verschil maakt als de stukken in spiegelbeeld worden opgesteld, zodat er eigenlijk maar 480 varianten zijn, maar door de regels voor de rokade (zie verderop) is er wel degelijk verschil.
Elke beginopstelling heeft zijn eigenaardigheden, waarbij de bekende openingstheorie niet meer van toepassing is.
Bij het klassieke schaken zijn in de beginopstelling alle stukken en pionnen gedekt, behalve de torens. Bij Chess960 kan dat heel anders uitpakken. De zwakke ongedekte pionnen vormen een belangrijk aandachtspunt in de opening.

#### Bepaling van de aanvangsstelling
De aanvangsstelling kan vooraf door de toernooileiding worden vastgesteld. Hierbij kan een computerprogramma worden gebruikt, maar het kan ook met een dobbelsteen. Ook is het mogelijk dat de spelers zelf de aanvangsstelling bepalen:

##### Dobbelsteenprocedure
Om de stukken willekeurig op te stellen kan men een dobbelsteen gebruiken. De procedure is als volgt:
- Gooi met de dobbelsteen en zet, afhankelijk van de worp, een witte loper op het 1e, 2e, 3e of 4e zwarte veld van de eerste rij. Wordt 5 of 6 gegooid, dan is de worp ongeldig: er wordt opnieuw gegooid, desnoods meerdere keren, tot de worp geldig is.
  - Aantal geldige worpen: 4
- Gooi met de dobbelsteen en zet, afhankelijk van de worp, een witte loper op het 1e, 2e, 3e of 4e witte veld. Wordt 5 of 6 gegooid, gooi dan opnieuw. Er zijn nu nog zes velden vrij.
  - Aantal geldige worpen: 4
- Gooi met de dobbelsteen en zet, afhankelijk van de worp, de witte dame op het aangeduide veld. Sla bij de telling de velden over waarop al een stuk staat. Elke worp is geldig.
  - Aantal geldige worpen: 6
- Gooi met de dobbelsteen en zet, afhankelijk van de worp, een wit paard op het aangeduide veld. Sla bij de telling de velden over waarop al een stuk staat. Wordt 6 gegooid, gooi dan opnieuw.
  - Aantal geldige worpen: 5
- Gooi met de dobbelsteen en zet, afhankelijk van de worp, een wit paard op het aangeduide veld. Sla bij de telling de velden over waarop al een stuk staat. Wordt 5 of 6 gegooid, gooi dan opnieuw.
  - Aantal geldige worpen: 4
- Er zijn nu op de eerste rij nog drie velden vrij. Zet de koning op het middelste veld en de torens op de twee andere.
- Zet de zwarte stukken op de achtste rij, in dezelfde volgorde als de witte stukken.
- Zet de pionnen als gebruikelijk op de tweede en zevende rij.

Het aantal mogelijke uitkomsten bedraagt dus 4×4×6×5×4=1920. De stelling verandert echter niet als de twee paarden verwisseld worden, dus het aantal verschillende aanvangsstellingen is de helft daarvan: 960. Dat verklaart de naam van het spel. 
Een van de 960 stellingen is de klassieke beginstelling.

##### Door de spelers
De twee spelers zetten om beurten een wit stuk op het bord, uiteraard met inachtneming dat de lopers op verschillende kleur moeten staan en dat de koning tussen de torens moet staan. Zwart kiest het eerst, waardoor het tempovoordeel van de witspeler enigszins wordt gecompenseerd.
Daarna worden de zwarte stukken en de pionnen ertegenover gezet en kan het spel beginnen.

### Rokeren
Bij Schaak 960 is ook een rokade gedefinieerd. Rokeren gebeurt met de koning en een van de twee torens,
die op het gebruikelijke doelveld terechtkomen als de rokade is uitgevoerd.
De benamingen "lange" of "korte" rokade en rokade "op de koningsvleugel" of "op de damevleugel" zijn bij Chess960 wat verwarrend. Men spreekt liever van rokade "op de a-vleugel" of "op de h-vleugel".
Onderstaande regels gelden voor de witspeler:
- Lange rokade (op de a-vleugel): met de koning en de toren die links van de koning staat. Koning naar c1 en toren naar d1.
- Korte rokade (op de h-vleugel): met de koning en de toren die rechts van de koning staat. Koning naar g1 en toren naar f1.

De voorwaarden voor rokeren lijken op het klassieke schaken:
- De koning en de betreffende toren mogen niet zijn verplaatst ten opzichte van de beginopstelling.
- De koning mag niet schaak staan, en de velden die de koning passeert mogen niet aangevallen staan. In het uiterste geval (koning op de b-lijn, rokade op de h-vleugel) moet de koning vier velden passeren.
- Het doelveld en de velden die door de koning en de toren worden gepasseerd, moeten leeg zijn, afgezien natuurlijk van de koning en de betreffende toren zelf.

Merk op dat soms alleen de koning of alleen de toren wordt verplaatst. Het is zelfs mogelijk dat koning en toren van plaats wisselen en dan is de rokade reeds bij de eerste zet mogelijk.
Verplaatst een speler in het klassieke schaakspel de koning over twee velden, dan weet men dat hij bezig is om te rokeren.
Bij sommige aanvangsstellingen van Schaak 960 kan een misverstand ontstaan als de koning een enkele stap opzij doet en de speler daarna niet onmiddellijk naar de toren grijpt. Daarom is het aan te bevelen een rokade aan te kondigen: "Ik ga nu rokeren." Een andere mogelijkheid is: neem de koning van het bord, verplaats de toren en zet de koning op de definitieve plek.
Vanaf het moment dat de witte en de zwarte koning beiden niet meer kunnen rokeren,
is dezelfde theorie bruikbaar in twee van de 960 door links/rechtssymmetrie gerelateerde beginstellingen.
Door het ontbreken van de rokade als mogelijke zet ontstaat een perfecte symmetrie. Een computerschaakprogramma kan hier rekening mee houden.

#### Notatie en computerinvoer bij rokade
De notatie van de rokade is als gebruikelijk: o-o-o voor de rokade aan de a-zijde en o-o aan de h-zijde.
Bij computerprogramma's moet de invoer vaak in de vorm van een gewone zet worden ingevoerd, bijvoorbeeld Ke1-c1, of door met de muis te klikken op e1 en c1. Bij standaardschaak is het dan voor het computerprogramma duidelijk dat er een rokade wordt uitgevoerd, maar bij Chess960 niet altijd. Een oplossing daarvoor is te doen alsof de toren met de koning wordt geslagen. Dus als de koning en de toren op g1 en b1 staan, dan geeft men Kg1-b1 op. Het computerprogramma begrijpt dan dat er een rokade bedoeld is en speelt Kg1-c1 en Tb1-d1.